# Gerona (Uruguay)
Gerona, también denominada Km 110, es una localidad uruguaya del departamento de Maldonado, y forma parte del municipio de Pan de Azúcar.

## Toponimia
Su nombre homenajea al médico catalán Eusebio Gerona, quien a fines del siglo XIX ayudó a controlar una epidemia de fiebre tifoidea.

## Ubicación
La localidad se encuentra ubicada en la zona suroeste del departamento de Maldonado, próximo y al oeste del arroyo Pan de Azúcar, sobre camino vecinal que la une con la ciudad de Pan de Azúcar y 3 km al oeste de ésta.

## Población
La localidad cuenta con una población de 687 habitantes, según el censo del año 2023.
| 329           | 408 | 459 | 506 | 679 | 687 |
| (Fuente: INE) |     |     |     |     |     |

## Economía
Como principal actividad económica de la localidad se destaca la actividad industrial de la Compañía Nacional de Cemento, la cual se dedica a la fabricación de cemento gris y blanco a partir de la explotación de las canteras de piedra caliza ubicadas en Nueva Carrara. Es una importante fuente laboral tanto para los habitantes de la localidad como para los de la vecina ciudad de Pan de Azúcar.